# The Ultimate Fighter: Team Carwin vs. Team Nelson
The Ultimate Fighter: Team Carwin vs. Team Nelson (também conhecido como The Ultimate Fighter: Team Nelson vs. Team Mitrione) é a décima sexta edição do The Ultimate Fighter, promovido pelo Ultimate Fighting Championship.
Essa temporada foi no formato anterior do The Ultimate Fighter: Team Cruz vs. Team Faber, que durou doze semanas, de forma que as gravações duraram seis semanas e foi exibido alguns meses depois.
Nas finais, além do combate entre os finalistas da casa, também era esperado a luta entre os treinadores Shane Carwin e Roy Nelson. Porém Carwin sofreu uma lesão no joelho e Nelson enfrentou Matt Mitrione. As finais ocorreram no The Ultimate Fighter 16 Finale, dia 15 de dezembro de 2012, em Las Vegas.

## Elenco

### Treinadores
Equipe Carwin
- Shane Carwin
- Trevor Wittman
- Nate Marquardt
- Pat Barry
- Duane Ludwig
- Leister Bowling
- Loren Landlow

     Equipe Nelson
- Roy Nelson
- Gilbert Melendez
- Nate Diaz
- Nick Diaz

### Lutadores
- Equipe Carwin
  - Sam Alvey, Bristol Marunde, Mike Ricci, Neil Magny, James Chaney, Eddy Ellis, Igor Araújo, Matt Secor

- Equipe Nelson
  - Dom Waters, Michael Hill, Cameron Diffley, Colton Smith, Jon Manley, Nic Herron-Webb, Joey Rivera, Julian Lane

## Episódios
Episódio 1: Bring It
- Dana White apresentou os 32 lutadores do Peso Meio Médio, que fizeram as lutas eliminatórias no Mandalay Bay Events Center em Las Vegas, Nevada. O vencedor seguiria direto para a casa.

- Os 32 lutadores lutaram nas lutas eliminatórias. [1]

- Bristol Marunde venceu George Lockhart
- Sam Alvey venceu Leo Kuntz
- Colton Smith venceu Jesse Barrett
- Julian Lane venceu Diego Bautista
- Neil Magny venceu Frank Camacho
- James Chaney venceu Jerel Clark
- Igor Araujo venceu Cortez Coleman
- Cameron Diffley venceu Zane Kamaka
- Eddy Ellis venceu David Michaud
- Matt Secor venceu Max Griffin
- Nic Herron-Webb venceu Tim Ruberg
- Jon Manley venceu Ricky Legere Jr.
- Michael Hill venceu Lev Magen
- Dom Waters venceu Kevin Nowaczyk
- Joey Rivera venceu Saad Awad
- Mike Ricci venceu Jason South

- Após a luta os dois treinadores escolheram os lutadores para entrar em seu time, 8 lutadores para cada time.

| Treinador | 1ª escolha | 2 ª escolha     | 3 ª escolha     | 4 ª escolha  | 5 ª escolha  | 6 ª escolha     | 7 ª escolha | 8 ª escolha |
| --------- | ---------- | --------------- | --------------- | ------------ | ------------ | --------------- | ----------- | ----------- |
| Carwin    | Sam Alvey  | Bristol Marunde | Mike Ricci      | Neil Magny   | James Chaney | Eddy Ellis      | Igor Araujo | Matt Secor  |
| Nelson    | Dom Waters | Michael Hill    | Cameron Diffley | Colton Smith | Jon Manley   | Nic Herron-Webb | Joey Rivera | Julian Lane |

Episódio 2:  What We Do
- Os 16 lutadores que venceram se moveram para a casa. As rixas começaram a se formar imediatamente, com Matt Secor Julian Lane frequentemente discutindo. Mais tarde, Lane e Colton Smith organizaram uma brincadeira com os membros da Equipe Carwin.
- Roy Nelson anunciou que a rotina de treino da sua equipe seria uma vez por dia, o que causou frustração a sua equipe, porque nas edições anteriores do TUF, treinavam duas vezas por dia.
- Nelson anunciou a luta entre Neil Magny contra Cameron Diffley
- Magny venceu Diffley por Decisão Unânime (20-18, 20-18 e 20-18).

Episódio 3: We Have Control
- Nic Herron-Webb cria inimigos na casa, após de madrugada jogar sinuca, assobiar e pular corda. Webb, Lane e Smith colocam o colchão de Sam Alvey na piscina externa.
- Carwin anunciou a luta entre Sam Alvey e Joey Rivera .
- Rivera venceu por Decisão Majoritária (19-19, 20-18 e 20-18).

Episódio 4: Can't Fix Stupid
- Para decidir a próxima luta, Roy Nelson distribuiu canudos, quem pegasse o menor, escolheria o próximo adversário. Quem pegou o menor foi Julian Lane, que escolheu Bristol Marunde
- Os lutadores foram conhecer uma exibição do novo filme de MMA, Here Comes the Boom, estrelada por Kevin James.
- Nelson anunciou a luta entre Julian Lane e Bristol Marunde.
- Marunde teve complicações com o peso. Ele pesava 186 lb quando anunciaram a luta, mas foi capaz de descer para 170 lb na pesagem.
- Marunde venceu por Decisão Unânime (20-18, 20-18 e 20-18).

Episódio 5: Unleash the Beast
- Carwin perguntou para sua equipe quem estava pronto para lutar, (todos ergueram o braço) para determinar a próxima luta.
- Carwin anunciou a luta entre Igor Araujo e Nic Herron-Webb.
- A Equipe de Nelson colocou o colchão de Mike Ricci no mirante do quintal, causando uma rixa entre Ricci e Webb.
- Igor Araújo venceu por Decisão Majoritária.
- Dana White e os membros da Equipe Nelson acreditavam que a luta precisava de um terceiro round.

Episódio 6: One Mission
- Nelson reclamou da decisão de Nic Herron-Webb por decisão para Igor Araujo.
- Carwin escolheu o veterano Eddy Ellis para lutar contra Colton Smith.
- Carwin trouxe os veteranos do UFC Trevor Wittman e Eliot Marshall para ajudar a formular um plano de jogo para Eddy Ellis.
- Ellis caminhou para frente e conectou mais golpes no primeiro round. Porém Smith deu a volta no segundo round.
- Faltando cerca de um minuto para o fim da luta, Smith golpeava por cima, o árbitro Herb Dean mandou os dois se levantarem, o que gerou polêmica.
- Smith venceu por Decisão Majoritária. E novamente Dana White junto com a Equipe Carwin acharam que a luta deveria ter um terceiro round.

Episódio 7: Summer Camp
- Para escolher a próxima luta, Nelson distribui números a todos.
- Dom Waters ganha mas não quer escolher um adversário e repassa para Michael Hill, que escolhe Matt Secor.
- A luta foi para o round de "morte súbita".
- Hill venceu por Decisão Dividida.

Episódio 8: Rock 'Em, Sock 'Em
- Dana White visitou a casa para tentar inspirar os lutadores após alguns combate sem brilho e levando a decisão dos juízes.
- Michael Hill ficou bêbado e desafiou Neil Magny para uma luta nas quartas de final.
- O desafio dos treinadores ocorreu com Nelson e Carwin em esportes como o disco de dardo, e shotput. Os vencedores de cada um dos cinco esportes que teve lugar em ganhou uma vantagem de 3m na corrida de 400m decisivo. Carwin venceu a corrida e o prêmio de US $ 20.000.
- Jon Manley derrotou James Chaney por finalização (guilhotina) aos 3:25 do primeiro round.
- Chaney mais tarde admitiu que ele mordeu Manley em uma tentativa de escapar da tentativa de finalização.

## Chaves do Torneio
|  | Oitavas de final | Oitavas de final |              |    | Quartas de final | Quartas de final |  |  | Semifinais | Semifinais |  |  | Final | Final |
|  |                  |                  |              |    |                  |                  |  |  |            |            |  |  |       |       |
|  |                  |                  |              |    |                  |                  |  |  |            |            |  |  |       |       |
|  |                  |                  |              |    |                  |                  |  |  |            |            |  |  |       |       |
|  | Neil Magny       | DU               |              |    |                  |                  |  |  |            |            |  |  |       |       |
|  | Neil Magny       | DU               |              |    |                  |                  |  |  |            |            |  |  |       |       |
|  | Cameron Diffley  | 3                |              |    |                  |                  |  |  |            |            |  |  |       |       |
|  | Cameron Diffley  | 3                | Neil Magny   | DU |                  |                  |  |  |            |            |  |  |       |       |
|  |                  |                  | Neil Magny   | DU |                  |                  |  |  |            |            |  |  |       |       |
|  |                  | Bristol Marunde  | 2            |    |                  |                  |  |  |            |            |  |  |       |       |
|  | Bristol Marunde  | Bristol Marunde  | 2            | DU |                  |                  |  |  |            |            |  |  |       |       |
|  | Bristol Marunde  |                  |              | DU |                  |                  |  |  |            |            |  |  |       |       |
|  | Julian Lane      | 3                |              |    |                  |                  |  |  |            |            |  |  |       |       |
|  | Julian Lane      | 3                | Neil Magny   | 2  |                  |                  |  |  |            |            |  |  |       |       |
|  |                  |                  | Neil Magny   | 2  |                  |                  |  |  |            |            |  |  |       |       |
|  |                  | Mike Ricci       | KO           |    |                  |                  |  |  |            |            |  |  |       |       |
|  | Matt Secor       | Mike Ricci       | KO           | 3  |                  |                  |  |  |            |            |  |  |       |       |
|  | Matt Secor       |                  |              | 3  |                  |                  |  |  |            |            |  |  |       |       |
|  | Michael Hill     | DD               |              |    |                  |                  |  |  |            |            |  |  |       |       |
|  | Michael Hill     | DD               | Michael Hill | 2  |                  |                  |  |  |            |            |  |  |       |       |
|  |                  |                  | Michael Hill | 2  |                  |                  |  |  |            |            |  |  |       |       |
|  |                  | Mike Ricci       | DU           |    |                  |                  |  |  |            |            |  |  |       |       |
|  | Mike Ricci       | Mike Ricci       | DU           | DU |                  |                  |  |  |            |            |  |  |       |       |
|  | Mike Ricci       |                  |              | DU |                  |                  |  |  |            |            |  |  |       |       |
|  | Dom Waters       | 3                |              |    |                  |                  |  |  |            |            |  |  |       |       |
|  | Dom Waters       | 3                | Colton Smith | DU |                  |                  |  |  |            |            |  |  |       |       |
|  |                  |                  | Colton Smith | DU |                  |                  |  |  |            |            |  |  |       |       |
|  |                  | Mike Ricci       | 3            |    |                  |                  |  |  |            |            |  |  |       |       |
|  | Igor Araujo      | Mike Ricci       | 3            | DM |                  |                  |  |  |            |            |  |  |       |       |
|  | Igor Araujo      |                  |              | DM |                  |                  |  |  |            |            |  |  |       |       |
|  | Nic Herron-Webb  | 2                |              |    |                  |                  |  |  |            |            |  |  |       |       |
|  | Nic Herron-Webb  | 2                | Igor Araújo  | 2  |                  |                  |  |  |            |            |  |  |       |       |
|  |                  |                  | Igor Araújo  | 2  |                  |                  |  |  |            |            |  |  |       |       |
|  |                  | Colton Smith     | DU           |    |                  |                  |  |  |            |            |  |  |       |       |
|  | Eddy Ellis       | Colton Smith     | DU           | 2  |                  |                  |  |  |            |            |  |  |       |       |
|  | Eddy Ellis       |                  |              | 2  |                  |                  |  |  |            |            |  |  |       |       |
|  | Colton Smith     | DM               |              |    |                  |                  |  |  |            |            |  |  |       |       |
|  | Colton Smith     | DM               | Colton Smith | DU |                  |                  |  |  |            |            |  |  |       |       |
|  |                  |                  | Colton Smith | DU |                  |                  |  |  |            |            |  |  |       |       |
|  |                  | Jon Manley       | 3            |    |                  |                  |  |  |            |            |  |  |       |       |
|  | Sam Alvey        | Jon Manley       | 3            | 3  |                  |                  |  |  |            |            |  |  |       |       |
|  | Sam Alvey        |                  |              | 3  |                  |                  |  |  |            |            |  |  |       |       |
|  | Joey Rivera      | DM               |              |    |                  |                  |  |  |            |            |  |  |       |       |
|  | Joey Rivera      | DM               | Joey Rivera  | 2  |                  |                  |  |  |            |            |  |  |       |       |
|  |                  |                  | Joey Rivera  | 2  |                  |                  |  |  |            |            |  |  |       |       |
|  |                  | Jon Manley       | DU           |    |                  |                  |  |  |            |            |  |  |       |       |
|  | James Chaney     | Jon Manley       | DU           | 1  |                  |                  |  |  |            |            |  |  |       |       |
|  | James Chaney     |                  |              | 1  |                  |                  |  |  |            |            |  |  |       |       |
|  | Jon Manley       | FIN              |              |    |                  |                  |  |  |            |            |  |  |       |       |
|  | Jon Manley       | FIN              |              |    |                  |                  |  |  |            |            |  |  |       |       |

## Bônus da Temporada
- Luta da Temporada:  Colton Smith vs.  Eddie Ellis
- Nocaute da Temporada:  Mike Ricci (vs. Neil Magny)
- Finalização da Temporada:  Jon Manley (vs. James Chaney)